# Trebeľovce
Trebeľovce este o comună slovacă, aflată în districtul Lučenec din regiunea Banská Bystrica. Localitatea se află la altitudinea de 187 m deasupra n.m., se întinde pe o suprafață de 19,55 km2 și în 2017 număra 914 locuitori.

## Istoric
Localitatea Trebeľovce este atestată documentar din 1246.

## Demografie
| An:                | 1994 | 2004   | 2014   | 2024    |
| ------------------ | ---- | ------ | ------ | ------- |
| Număr de persoane: | 963  | 976    | 949    | 840     |
| Diferență:         |      | +1,34% | −2,76% | −11,48% |

| An:                | 2023 | 2024   |
| ------------------ | ---- | ------ |
| Număr de persoane: | 847  | 840    |
| Diferență:         |      | −0,82% |